# لیندن لاروش
لیندن لاروش (انگلیسی: Lyndon LaRouche؛ زادهٔ ۸ سپتامبر ۱۹۲۲ – ۱۲ فوریه ۲۰۱۹) کنشگر سیاسی و مؤسس جنبش لاروش است. او در زمینه‌های اقتصادی، علمی و سیاسی و نیز تاریخ، فلسفه و روانکاوی نوشته‌ است. او در هر یکی از انتخابات‌های ریاست جمهوری آمریکا بین ۱۹۷۶ تا ۲۰۰۴ نامزد بود، یک بار از طرف حزب خود، حزب کارگر ایالات متحده، و هفت بار برای کسب نامزدی حزب دموکرات (ایالات متحده آمریکا) رقابت کرد.